# 乔长青
乔长青（1962年12月—），中华人民共和国政治人物。三门峡市陕州区人，1982年7月参加工作，1985年8月加入中国共产党。2007年3月份调入灵宝市工作，2012年7月至2016年6月担任灵宝市市委书记，其继任者为李宏伟。2016年6月调入三门峡职业技术学院任党委副书记，2018年退休后不久落马。

## 落马
2018年7月25日，三门峡市纪委监委称，三门峡职业技术学院前党委副书记乔长青涉嫌严重违纪违法，接受市纪委监委纪律审查和监察调查。
2018年12月7日，乔长青被开除党籍。
乔长青目前并没有被进行司法审判。